# Hanna Fenichel Pitkin
Hanna Fenichel Pitkin (Berlino, 17 luglio 1931 – Los Angeles, 6 maggio 2023) è stata una filosofa e politologa tedesca naturalizzata statunitense.

## Biografia
Figlia dello psicoanalista austriaco Otto Fenichel e dell'insegnante tedesca Cläre Nathansohn, ambedue di origine ebraica, all'età di sette anni, nel 1938, emigrò coi familiari negli Stati Uniti per sfuggire alle persecuzioni antisemite della Germania nazista. Studiò all'Università della California a Berkeley, dove nel 1961 ottenne anche il dottorato di ricerca in filosofia: vi divenne quindi docente di scienze politiche. Si sposò una prima volta con Harvey Pitkin (1928-2008), di cui adottò il cognome aggiungedolo al proprio, e successivamente col collega John Schaar (1928-2011).
Hanna Pitkin focalizzò le proprie ricerche sulla storia del pensiero politico in Europa dall'antichità all'epoca moderna, introducendovi elementi di filosofia del linguaggio, analisi testuale, psicanalisi e riflessioni sulle problematiche di genere. In particolare è nota per gli studi sul tema della rappresentanza: il suo saggio del 1967 The Concept of Representation è considerato un testo di riferimento a livello internazionale sull'argomento.
Nel 1982 fu insignita del Distinguished Teaching Award da parte dell'Università della California di Berkeley e nel 2003 le venne assegnato il premio Johan Skytte in Scienze Politiche "per il suo pioneristico lavoro teoretico, dedicato soprattutto al problema della rappresentanza"

## Opere

### Opere originali in inglese
- (EN)  The concept of representation, Berkeley-Los Angeles, University of California press, 1967
- (EN)  (a cura di), Representation, New York, Atherton press, 1969
- (EN)  Wittgenstein and justice: on the significance of Ludwig Wittgenstein for social and political thought, Berkeley-Los Angeles,  University of California press, 1972
- (EN)  Fortune is a woman: gender and politics in the thought of Niccolo Machiavelli, Berkeley-Los Angeles, University of California press, 1987
- (EN)  The attack of the blob: Hannah Arendts concept of the social, Chicago, University of Chicago Press, 1998. ISBN 0226669904

### Opere tradotte in italiano
- Il concetto di rappresentanza (traduzione di Elia Zaru e Antonella Bergamin, prefazione di Alessandro Pizzorno), Soveria Mannelli, Rubbettino, 2017. ISBN 9788849847758

### Antologie
- Dean Mathiowetz (a cura di), Hanna Fenichel Pitkin. Politics, Justice, Action, Londra, Routledge, 2016. ISBN 9780415743648